# Ferrocarril Trasandino Los Andes-Mendoza
El Ferrocarril Trasandino Los Andes-Mendoza, oficialmente conocido en Chile como Ferrocarril Trasandino Chileno (FCTC) y en Argentina como Ferrocarril Trasandino Argentino (FCTA), y coloquialmente como Ferrocarril Transandino, es un ex ferrocarril, hoy en ruinas y abandonado, que unía la ciudad chilena de Los Andes y la ciudad argentina de Mendoza. Fue inaugurado el 5 de abril de 1910, luego de superar muchas dificultades los años anteriores. Funcionó hasta 1984.

## Historia

### Antecedentes

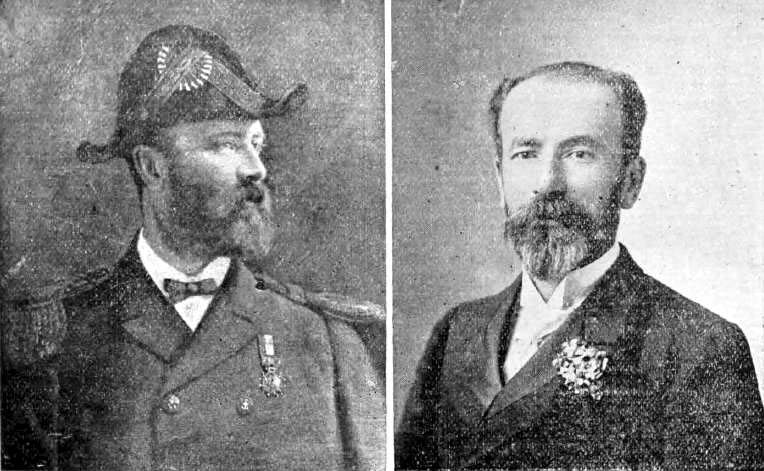
Los hermanos Clark, cuya compañía construyó la línea férrea.

Sus impulsores y realizadores fueron los hermanos chilenos Juan y Mateo Clark, descendientes de un inmigrante escocés que se había instalado en Valparaíso, ciudad que contaba con una gran actividad financiera y comercial.
El interés de los Clark por lograr una mejor ruta para el intercambio comercial entre los pueblos del interior de Argentina con el puerto chileno de Valparaíso los impulsó a emprender este proyecto. Además que para ese entonces, ellos mismos habían tendido en 1871 el primer servicio telegráfico a través de la cordillera entre Santiago de Chile y Mendoza (Argentina).
Mientras tanto, en el lado argentino, la aspiración de que las vías ferroviarias llegaran hasta la cordillera de los Andes y unieran un día los dos océanos se había manifestado desde los primeros proyectos de la Confederación, con la concesión del F.C.C.A. (Rosario-Córdoba), y más tarde cuando se trató de convertir al F.C.O. en transandino, encaminándolo hacia el paso del Planchón. Estas concepciones eran ilusorias en su momento y se hubieron de abandonar. Pero la necesidad de comunicarse con Cuyo seguía imponiéndose en el pensamiento de los gobernantes argentinos, lo que llevó a la creación del "Ferrocarril Andino", el primer ferrocarril construido por el Estado.[cita requerida] En poco años el Ferrocarril Andino comenzó a penetrar por el valle del río Mendoza.
Finalmente, tras prolongados debates políticos y técnicos los gobiernos de Argentina y Chile decidieron permitir la construcción del "Ferrocarril Trasandino", que uniría las ciudades de Mendoza (Argentina) y Los Andes (Chile), cruzando para ello con sus rieles el corazón de la cordillera a través de uno de sus tramos más ásperos y elevados.

### Construcción

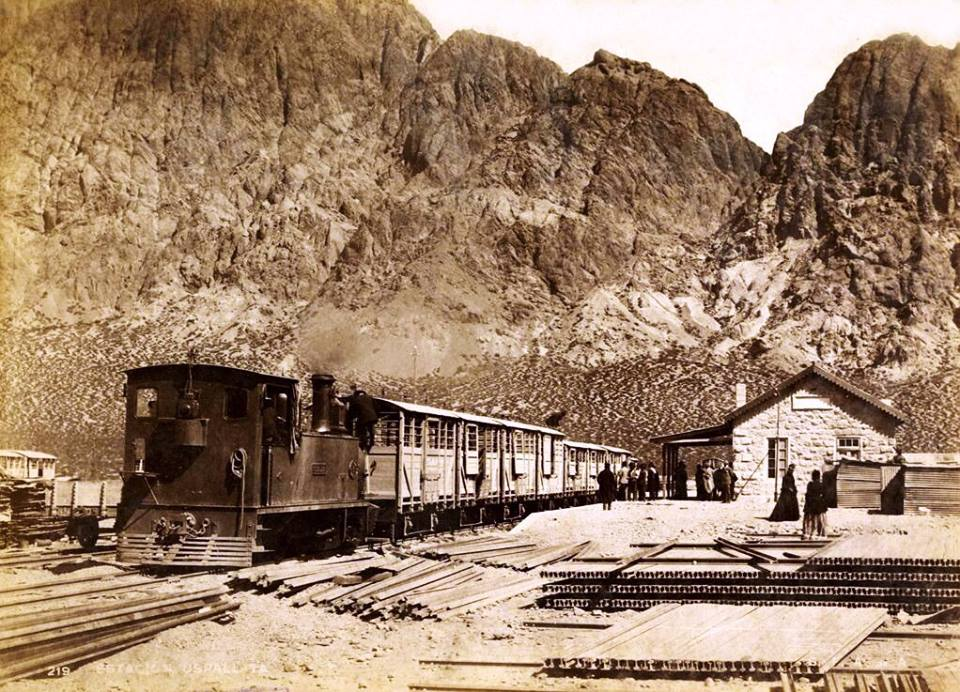
Estación Uspallata en 1900.

La construcción del Ferrocarril Trasandino (del lado argentino) fue concedida según ley 583 del 5 de noviembre de 1872. La ejecución del proyecto, su administración y explotación comercial fue otorgada a una firma inglesa, encabezada por el ya mencionado Juan E. Clark, quien presentó en 1886 los estudios efectuados de la línea por el paso de Uspallata.
La concesión a los Clark en el lado chileno se produjo en 1874.[cita requerida] Lamentablemente, la empresa "Ferrocarril Trasandino Clark" siempre tuvo problemas financieros, puesto que el costo de la construcción no fue correctamente evaluado al principio y debieron hacerse esfuerzos gigantescos para conseguir más apoyo de los incrédulos accionistas y de los Estados chileno y argentino. Mientras tanto, el Ferrocarril Andino de trocha ancha, proveniente de Villa María, inauguró su extensión a Mendoza en 1885.
Para 1887, la empresa de los Clark es embargada y la concesión se transfiere a favor de la "Trasandine Construction Company" (Compañía de Construcción Transandina) de Inglaterra. La construcción del ferrocarril recién se inició en 1889. La habilitación de la línea en el lado argentino se realizó de Mendoza a Uspallata el 22 de febrero de 1891, de Uspallata a Río Blanco (Argentina) el 1 de mayo de 1892 y de Río Blanco (Argentina) a Punta de Vacas el 17 de noviembre de 1893, con una longitud total de 143 kilómetros de vía.
En 1903 las vías del Trasandino llegaron a Las Cuevas (límite internacional) provenientes del este, mientras que, sobre la vertiente chilena, en febrero de 1906 la línea alcanzó a la localidad de Juncal. En febrero de 1908, los rieles llegaron a Portillo. En la sección chilena tuvieron que construirse 22 km de vías con cremallera y 13 km en la Argentina, en la cual, además, se debió utilizar un sistema de zigzag para salvar el difícil tramo de Zanjón Amarillo.
También se plantearon problemas en la perforación del túnel por la demora en los trabajos, debido a que se había abandonado la perforadora Ferroux, utilizada hasta ese momento y que fue sustituida por una de menor rendimiento. En dos años y medio solo se habían perforado 443 m: 318 en el tramo chileno y 125 en Argentina, por lo que se estimó que con ese ritmo llevaría 17 años completar el trabajo. Por ello se contrató la empresa, Walker y Cía. que trabajó simultáneamente en ambas secciones logrando en 15 meses perforar los 892 m que faltaban en la parte pacífica y en 27, los 1448 que restaban en Argentina.

### Inauguración
Finalmente, el 5 de abril de 1910, aniversario de la batalla de Maipú, fueron inauguradas oficialmente las obras. El colosal emprendimiento había concluido, al menos en la anhelada etapa de su habilitación. Para aquel entonces Juan Clark ya había fallecido y como se dijo, la concesión había sido transferida. Aun así, los nombres de Juan y Mateo Clark permanecen en la historia como los gestores de esta obra.

Para la construcción de esta obra de ingeniería habían sido contratados centenares de obreros de todas las nacionalidades, en particular chilenos. El pago de sus salarios era efectivizado por “pagadores” es decir funcionarios administrativos, generalmente ingleses, que periódicamente se trasladaban hasta los campamentos de trabajo, con ese objetivo.

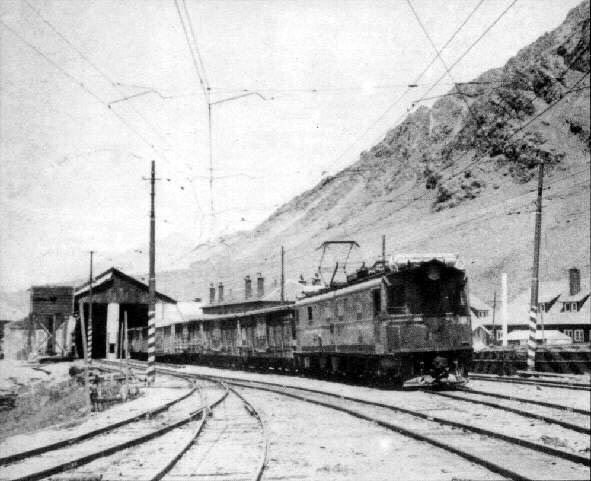
Locomotora Eléctrica clase E-100 en Las Cuevas en 1973.

En su recorrido este ferrocarril cruzaba el macizo más importante, el de los Andes Áridos, sin necesidad de tramontar sus importantes cordones; en ese sector, los desprendimientos de roca y los deslizamientos constituyen los únicos elementos naturales, junto con la nieve invernal, que dificultaban esporádicamente la circulación. A pesar de la importancia de esta línea su trazado resultaba inconveniente: en primer término la línea en menos de 200 km ascendía 3000 m desde Mendoza hasta Las Cuevas. En su primera época poseía cremallera mientras la tracción fue de vapor, luego se quitó la misma cuando las locomotoras diésel, de mayor poder, irrumpieron en la línea. La gran pendiente creaba la necesidad de duplicar o triplicar la tracción, incluso para trenes de escasos vagones, lo que tornó antieconómica su explotación.
Luego de la nacionalización de los ferrocarriles ingleses en Argentina en 1948, este tramo pasó a formar parte del Ferrocarril General Belgrano, con la denominación de Ramal A12 al sector entre la estación Mendoza y Paso de los Andes, y con el nombre de Ramal A16 a la línea entre Paso de los Andes y Las Cuevas.

### Modificaciones en Juncal y Portillo
En 1925 se modificó el trazado de la vía en el sector de Juncal, el trazado original construido en Juncal en 1906 avanzaba completamente por la zona sur del Río Juncal Juncal hasta que en 1925 se modificó la ruta de la vía para evitar riesgos de avalancha, durante la modificación del trazado de la vía en Juncal se construyeron 2 puentes ferroviarios sobre el Río Juncal. En Portillo se modificó el trazado del kilómetro 65 cerca de donde actualmente se ubica el Complejo Aduanero Los Libertadores, el trazado original avanzaba por el norte al Costado del Río Juncalillo. En 1925 el trazado fue trasladado al sur del Río Juncalillo Para evitar Riesgo de Avalanchas.

### Aluvión de 1934
El 10 de enero de 1934, tras intensos calores y fuertes tormentas en la cordillera, se formó una presa natural en la base del Río Plomo, afluente del Río Mendoza. La acumulación de agua y sedimentos generó una presión que, al ceder el glaciar, liberó una masa de agua, barro y rocas que descendió violentamente por el Río Mendoza.
Esta crecida arrasó con las instalaciones del Ferrocarril Trasandino desde Punta de Vacas hacia la Ciudad de Mendoza, dejando fuera de servicio aproximadamente 100 km de vías y causando la destrucción de estaciones y sitios como Estación Zanjón Amarillo, Hotel y Termas de Cacheuta, puentes entre el Kilómetro 54 hasta el 72 de la Estación Guido.
El aluvión destruyó completamente la Estación Zanjón Amarillo, incluyendo viviendas, trenes, rieles y puentes. El tráfico internacional quedó suspendido por más de una década debido a la magnitud de los daños. Además, la Usina Hidroeléctrica de Cacheuta sufrió daños severos, quedando totalmente paralizada.
Dada la destrucción, se consideró inviable reparar la vía original. Se decidió construir una nueva traza en el margen opuesto del río Mendoza, a mayor altura, para evitar futuros desastres. Esta nueva línea incluyó la construcción de túneles y la Estación Polvaredas, que reemplazó a Zanjón Amarillo y el Apeadero Kilómetro 119 reemplazó a Río Blanco como punto clave en la ruta.
Después de casi una década de trabajos, el servicio del Ferrocarril Trasandino se reanudó en 1942, con trenes de pasajeros entre Mendoza y Potrerillos. En 1943, se reanudaron también los servicios de cargas. Sin embargo, las estaciones Zanjón Amarillo y Río Blanco fueron clausuradas debido a los daños sufridos.

### Privatización de ferrocarriles y competencia (1975-1978)
Pocos años después después del golpe de Estado en Chile de 1973 en Chile comenzaría una reforma económica de carácter neoliberal impulsada por el dictador Augusto Pinochet y los Chicago Boys. En 1975 se elimina la subvención estatal a la Empresa de los Ferrocarriles del Estado, lo que llevó a la empresa a una crisis progresiva y dejando afectado a todos los ferrocarriles en Chile, entre ellos el Ferrocarril Trasandino.
Desde finales de la década de 1970 el transporte de pasajeros del ferrocarril trasandino tuvo una gran decadencia debido a la competencia de autobuses, los cuales eran más rápidos que el ferrocarril y los pasajes eran el doble de baratos que los del ferrocarril trasandino. También hubo competencia con jets privados los cuales a pesar de ser el doble de caro que los pasajes del trasandino eran extremadamente rápidos pudiendo realizar el trayecto Santiago-Mendoza en menos de 1 hora.

### Conflicto del Beagle (1978)
A mediados de 1978 las tensiones del conflicto del Beagle llegaron a afectar al Ferrocarril Trasandino, en junio de 1978 el gobierno argentino prohibió completamente la importación de madera chilena hacia Mendoza (Una de las principales cargas del Ferrocarril Trasandino). La excusa del gobierno argentino fue que en ese momento en Chile había una plaga la cual podría afectar gravemente la producción forestal y maderera de la Argentina. La única forma de poder transportar madera Chilena a Argentina era en barco a través de los puertos de Buenos Aires, Bahía Blanca, Rosario y Santa Fe, puertos donde se efectuarían fumigaciones y controles. Pocos días después la actividad del sector maderero local de mendoza quedo gravemente afectada dando como resultado que el ministro de economía de la provincia, Félix Carlos la Red informara a la ciudad que el secretario de agricultura y ganadería de la nación, Mario Cadenas Madariaga, había firmado una nueva resolución que autorizaba nuevamente la importación de madera chilena por Las Cuevas.
En julio de 1978 el Gobierno chileno también tomaría medidas en prohibir la importación desde Argentina a Chile de objetos considerados "estratégicos", objetos tales como lana, repuestos de automóviles, repuestos de ferrocarriles, productos químicos y otros bienes. Los empresarios Chilenos denunciarían y criticarían esta medida del gobierno chileno y la catalogarían como exagerada. Debido a esta gran polémica el embajador de Chile en Buenos Aires, Onofre Jarpa, comunico de esta noticia al gobierno argentino, lo cual causo que rapdiamente fuera noticia de primera plana en los diarios argentinos.
En diciembre de 1978 el Comandante del III Cuerpo del Ejército Argentino, General Luciano Benjamín Menéndez, se trasladó desde Córdoba hasta Mendoza para luego partir a Uspallata y dirigir maniobras y ejercicios de guerra. El comandante de la VIII Brigada de Infantería de Montaña, el General Saá, anunció el cierre del tramo entre Punta de Vacas hasta la frontera chilena, debido a ejercicios militares con munición de guerra. Debido a esto el transporte de carga y de pasajeros del ferrocarril trasandino fue completamente paralizada en los días 16, 17, 18 y 19 de diciembre de 1978. Durante este periodo la tensión del conflicto del Beagle llegaba a su punto más alto. El 20 de diciembre de 1978 se anunció la apertura del paso, lo cual causó una masiva cantidad de personas, en su mayoría extranjeros, compraran pasajes de autobuses y del Ferrocarril Trasandino, para volver a su país natal para escapar del clima xenófobo debido al conflicto del Beagle. Se calcula que ese día se trasladaron más de 700 personas desde mendoza a Chile en autobuses y tren.

### Decadencia y cierre del Trasandino (1978-1984)
El servicio de pasajeros del Trasandino fue clausurado el 21 de octubre de 1979 debido a la baja cantidad de pasajeros que viajaban en tren. El último tren de pasajeros en viajar desde Los Andes a Mendoza fue el automotor ADI-1015, el cual realizó todo su recorrido con tan solo un pasajero.
El último tren en cruzar la frontera fue una locomotora eléctrica clase E-200, la cual viajaba con 5 trabajadores del Ferrocarril Trasandino: Luis Moyano (maquinista), Jorge Ponce (maquinista), Miguel Figueroa (conductor), Julio Solari (conductor) y Ericks Olivares (revisador). El viaje se inició el domingo 24 de junio de 1984 a las 8:00 desde Los Andes, y la locomotora transportaba 15 vagones de carga argentinos hacia Las Cuevas en Argentina para luego traer de vuelta varios vagones de carga chilenos que estaban en la estación Las Cuevas. A las 17:00 de ese mismo día la locomotora clase E-200 volvió a Los Andes.

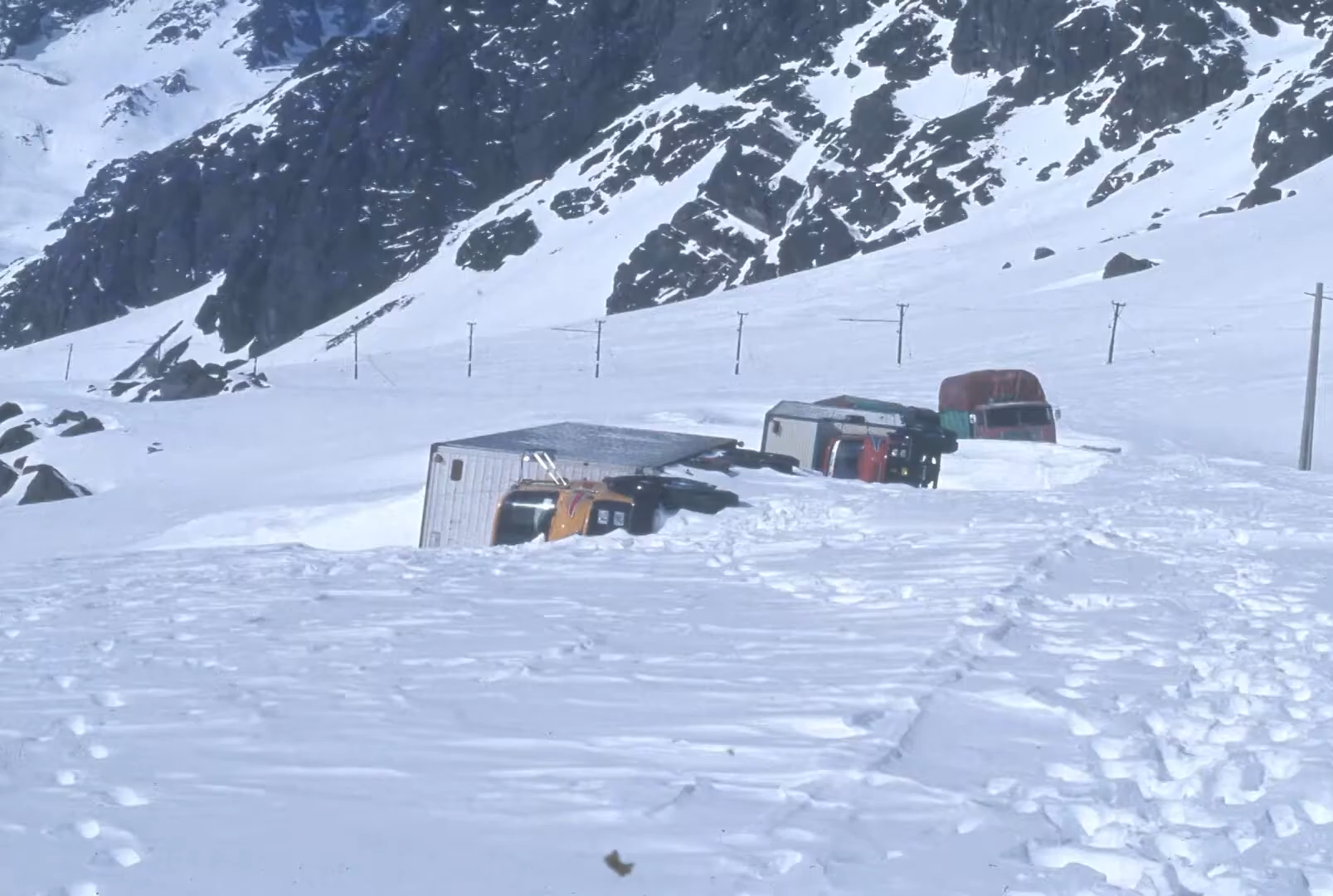
Avalancha del 3 de Julio de 1984 en el Complejo Aduanero Los Libertadores (Al fondo se puede ver el tendido eléctrico de la vía férrea bajo la nieve)

El 3 de julio de 1984, en el sector del Complejo Aduanero Los Libertadores (ubicado a unos 2 Kilómetros de Portillo), ocurrió una avalancha desde el cerro '
"El Indio", el cual causó 27 fallecidos y graves daños entre los km. 65 y 65,5 de la línea férrea y todo el complejo aduanero. El tramo no fue reconstruido debido a la falta de recursos y el nulo interés del gobierno chileno por reparar la vía férrea, por lo que se clausuró definitivamente el transporte de carga internacional del Ferrocarril.

## Trazado
Su trazado comenzaba en la ciudad de Los Andes y subía a través del cajón del río Aconcagua y Juncal hasta Las Cuevas, donde se encontraba el túnel principal que cruzaba hasta Argentina. Luego, bordeando los ríos Las Cuevas y Mendoza, llegaba hasta la ciudad del mismo nombre a través de un trazado de menor pendiente y mucho menos accidentado. Su construcción significó un gigantesco esfuerzo de la ingeniería, las finanzas y la diplomacia, ya que, al involucrar a dos países que para ese entonces se encontraban en litigio por la definición de sus fronteras, fue necesario redoblar los esfuerzos para conseguir todos los permisos y garantías necesarias.

## Infraestructura

### Vía

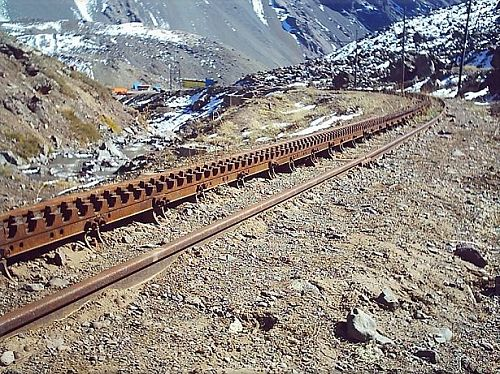
Vía férrea con cremallera.

Debido a lo difícil del terreno, debieron utilizarse tecnologías de punta para la época. Hubo que instalar cremallera del tipo Abt (inventada por el suizo Roman Abt) en casi todo el trazado que va desde río Blanco hasta Las Cuevas, cuya pendiente promedio es de 48 milésimas, ya que de otra manera las locomotoras no eran capaces de salvar la pendiente durante la subida ni frenar sobre los rieles cubiertos de hielo durante la bajada. Por ello, en gran parte del trazado de montaña se usaron durmientes de acero para resistir la tracción de las locomotoras sobre la cremallera.

### Cobertizos y túneles

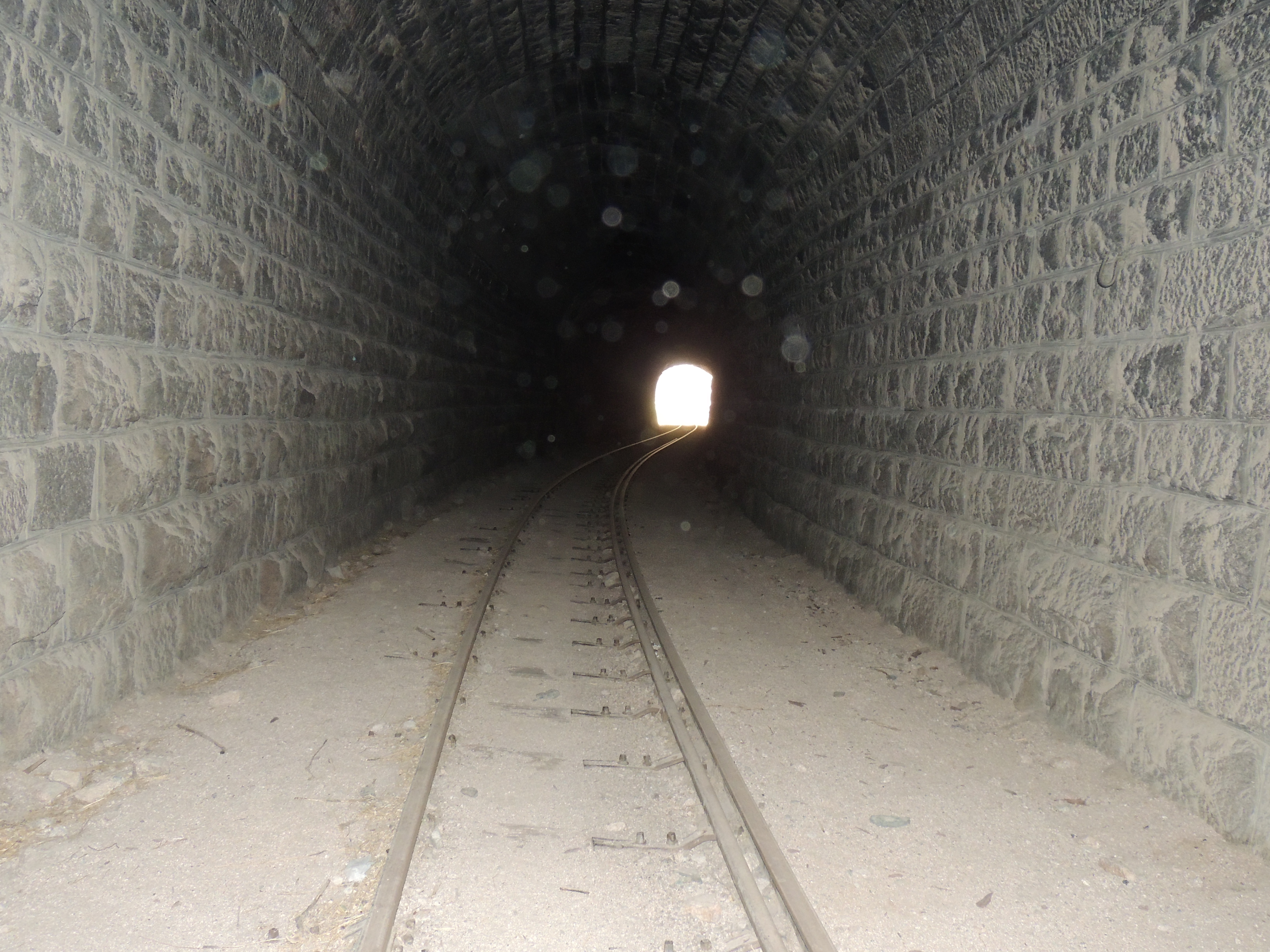
Túnel del Ferrocarril Trasandino Central sobre la margen norte del río Mendoza, a unos 20 km al oeste de Potrerillos.

También fue necesario construir muchos túneles y cobertizos con el fin de evitar que las avalanchas de nieve y piedras cayeran sobre la vía férrea y los convoyes. Esto permitía además contar con un sitio seguro para guarecerse durante las tormentas.

### Trocha
La trocha de la vía era de solo 1 m, lo que permitía construir curvas más cerradas en los escabrosos tramos de montaña. Esto obligaba a los pasajeros y a la carga a realizar un transbordo en la ciudad de Los Andes para continuar por las vías del Ferrocarril Central que tienen una trocha de 1676 m.

## Material rodante
Originalmente se utilizaron pequeñas locomotoras a vapor fabricadas por Borsig y Shay; luego, para la tracción de trenes de hasta 150 toneladas, fueron incorporadas locomotoras Kitson-Meyer y Esslingen, todas dotadas de engranajes para la cremallera. Años más tarde, durante los años 1940, el trazado fue electrificado, por lo que se agregaron nuevas locomotoras, esta vez fabricadas en Suiza por "SLM" (Schweizerische Lokomotiv- und Maschinenfabrik) en Winterthur, integrándose en primer lugar las "Clase 100" articuladas y luego las "Clase 200" de un solo cuerpo más corto, pero más potentes que las anteriores.

## Estado actual

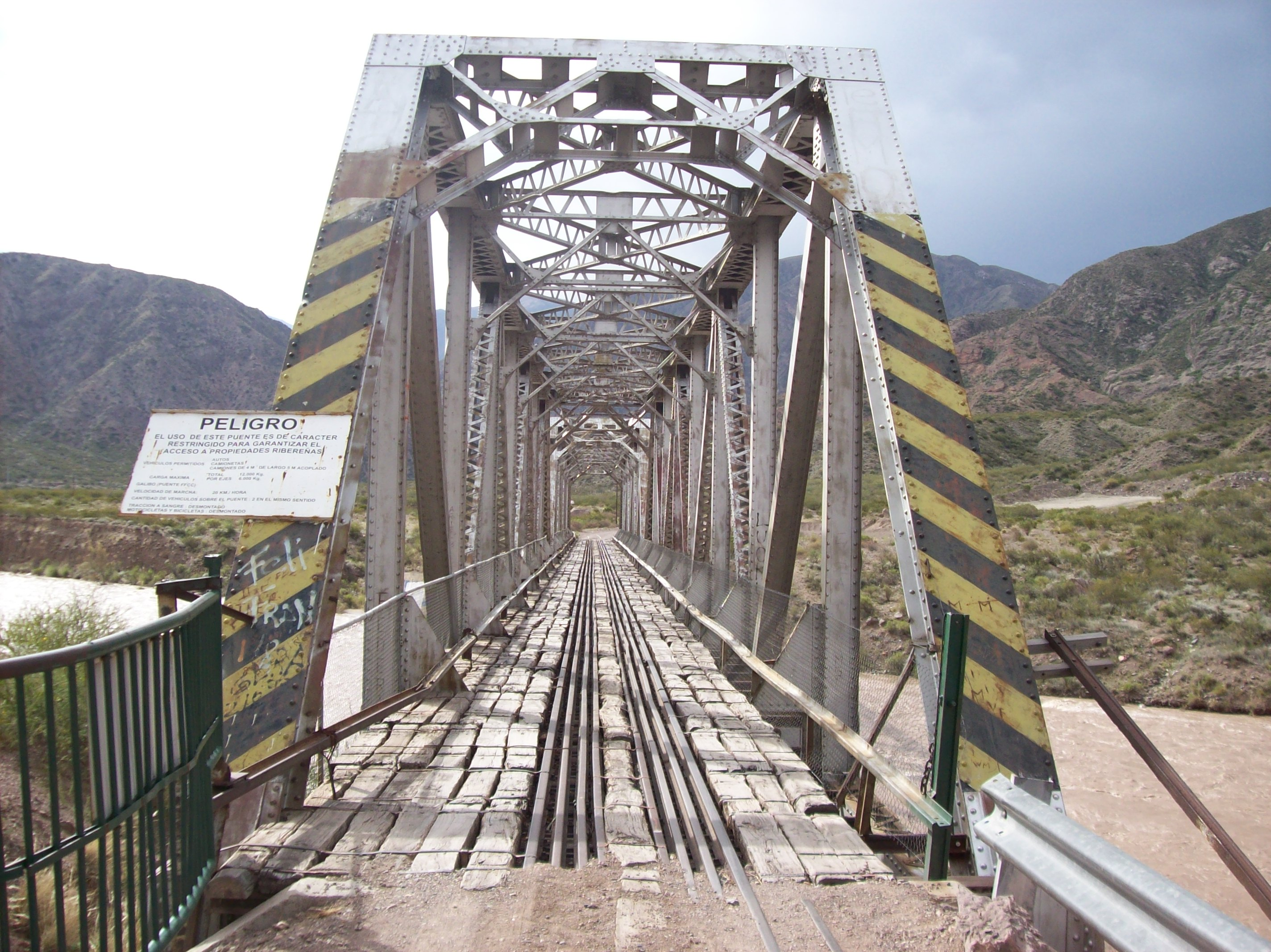
Puente sobre el río Mendoza.

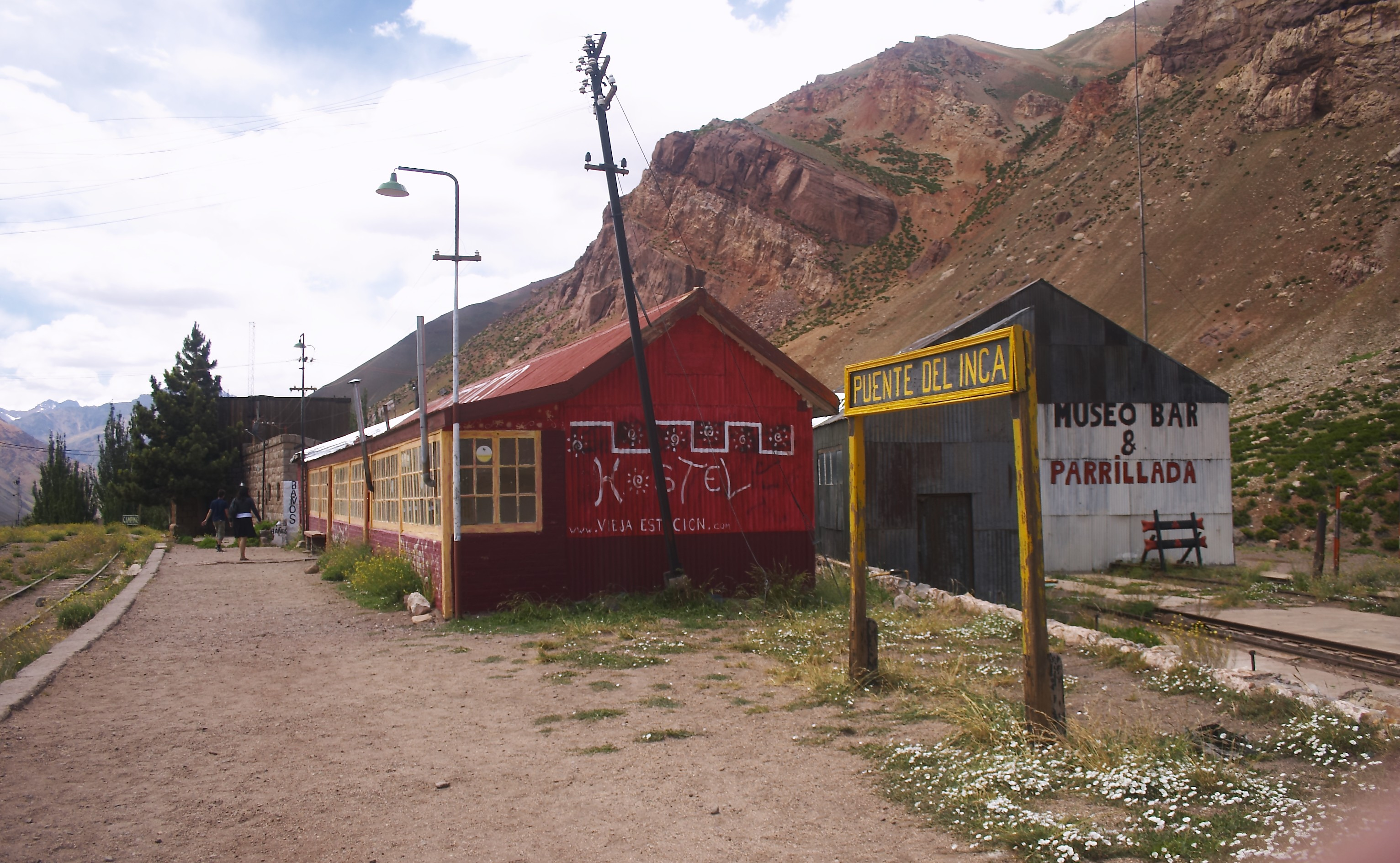
Estación Puente del Inca en 2007.

Si bien prácticamente todo el tendido de montaña se encuentra abandonado y destruido por las avalanchas y los cursos de agua, aún se conserva en operaciones el tramo más bajo de dicho trazado en territorio chileno, que va desde la ciudad de Los Andes hasta la localidad de Río Blanco. Allí el ferrocarril, luego de ganar altura a través de una "Z", llega hasta las instalaciones de la mina de cobre de Saladillo, perteneciente a Codelco. Desde este lugar recoge el concentrado de cobre en polvo y lo transporta en contenedores en forma de "olla" hasta la ciudad de Los Andes donde una grúa realiza el transbordo de los contenedores a otro tren de trocha ancha, para luego seguir camino hasta la fundición de Ventanas, ubicada en la costa de la Región de Valparaíso chilena y a otros puntos de la red central de ferrocarriles hacia el sur de Santiago.
Respecto del trazado desde Río Blanco hasta la frontera, se encuentra abandonado. Todavía se conservan los rieles y la cremallera, aunque gran parte de la postación del tendido eléctrico ha sido robada debido a que estaba construida con tubos de acero. Lo mismo ocurrió con los edificios de las estaciones de Hermanos Clark (denominada Juncal hasta el 31 de julio de 1946) y Caracoles, además de la subestación eléctrica ubicada junto a la estación de Juncal. En muchos lugares las avalanchas y aluviones, tanto de nieve como roca, han arrastrado la línea o socavado el terreno sobre el cual estaba sustentada, por lo que es frecuente ver tramos donde los rieles se han quedado al aire. Lo mismo ocurre con la gran cantidad de cobertizos, muchos de los cuales se conservan hasta hoy, aunque en muy malas condiciones, ya que han pasado más de una década sin recibir mantenimiento.

## Futuro
Existe un proyecto, impulsado por la empresa argentina Tecnicagua, que propone reconstruir el Trasandino y que cuenta con el apoyo de los gobiernos chileno y argentino, dado que el ferrocarril podría contribuir a descongestionar la ruta vehicular y tendría una mayor disponibilidad a lo largo del año. A causa de las limitaciones físicas del trazado (altura, pendientes, curvas, gálibos), existen dudas acerca de la conveniencia y rentabilidad del proyecto.[cita requerida]